# Volta a Espanya de 1935

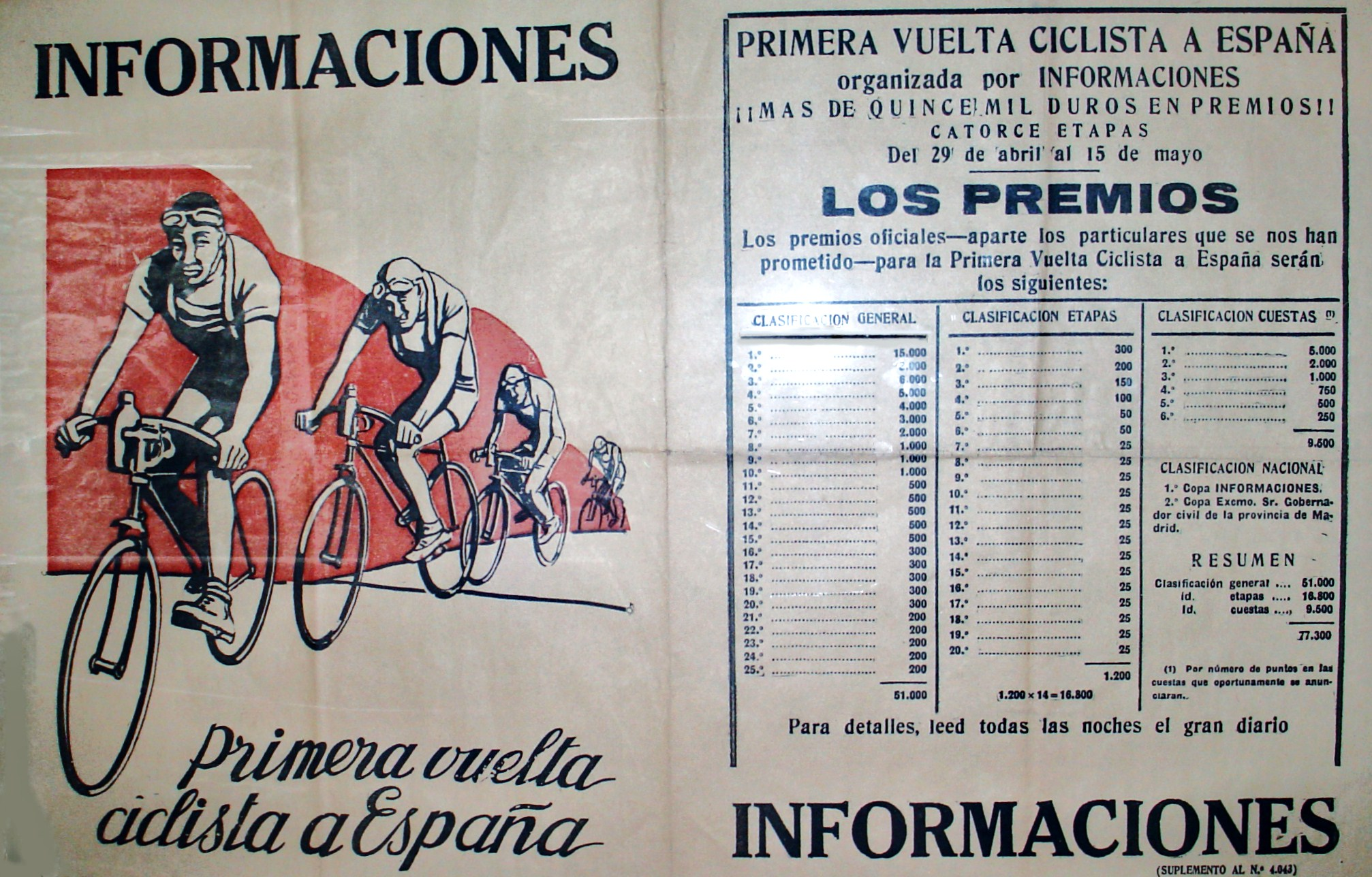
Pàgines Centrals del diari "Informaciones" (1935) amb la llista de Preus de la I edició de la Vuelta Ciclista a Espanya. Museu de Joguets i Autòmats de Verdú (Lleida, Catalunya).

La Volta a Espanya de 1935 fou la 1a edició de la Volta a Espanya i es disputà entre el 29 d'abril i el 15 de maig de 1935, amb un recorregut de 3.425 km dividits en 14 etapes amb inici i final a Madrid.
La cursa fou organitzada pel diari Informaciones, prenent la sortida 50 corredors, 32 d'ells espanyols. Sols 29 ciclistes aconseguiren acabar la cursa.
El vencedor final fou el belga Gustaaf Deloor, que s'imposà al català Marià Cañardo. El líder de la classificació general s'identificava amb una mallot taronja que el diferenciava de la resta del gran grup. Antoine Dignef fou el primer vencedor d'una etapa de la Vuelta, mentre el valencià Antoni Escuriet fou el primer espanyol a aconseguir-ho.

## Etapes
| Etapa | Recorregut                | Km  | Vencedor d'etapa       | Líder de la general    |
| ----- | ------------------------- | --- | ---------------------- | ---------------------- |
| 1a    | Madrid - Valladolid       | 185 | Antoine Dignef (BEL)   | Antoine Dignef (BEL)   |
| 2a    | Valladolid - Santander    | 251 | Antonio Escuriet (ESP) | Antonio Escuriet (ESP) |
| 3a    | Santander - Bilbao        | 199 | Gustaaf Deloor (BEL)   | Gustaaf Deloor (BEL)   |
| 4a    | Bilbao - Sant Sebastià    | 235 | Antoine Dignef (BEL)   | Gustaaf Deloor (BEL)   |
| 5a    | Sant Sebastià - Saragossa | 264 | Marià Cañardo (ESP)    | Gustaaf Deloor (BEL)   |
| 6a    | Saragossa - Barcelona     | 310 | François Adam (BEL)    | Gustaaf Deloor (BEL)   |
| 7a    | Barcelona - Tortosa       | 188 | Antonio Montes (ESP)   | Gustaaf Deloor (BEL)   |
| 8a    | Tortosa - València        | 188 | Max Bulla (AUT)        | Gustaaf Deloor (BEL)   |
| 9a    | València - Múrcia         | 265 | Salvador Cardona (ESP) | Gustaaf Deloor (BEL)   |
| 10a   | Múrcia - Granada          | 285 | Max Bulla (AUT)        | Gustaaf Deloor (BEL)   |
| 11a   | Granada - Sevilla         | 260 | Gustaaf Deloor (BEL)   | Gustaaf Deloor (BEL)   |
| 12a   | Sevilla - Càceres         | 270 | François Adam (BEL)    | Gustaaf Deloor (BEL)   |
| 13a   | Càceres - Zamora          | 275 | Edoardo Molinar (ITA)  | Gustaaf Deloor (BEL)   |
| 14a   | Zamora - Madrid           | 250 | Gustaaf Deloor (BEL)   | Gustaaf Deloor (BEL)   |

## Classificacions

### Classificació general
| Classificació General | Classificació General   | Classificació General |
| --------------------- | ----------------------- | --------------------- |
| 1.                    | Gustaaf Deloor (BEL)    | 120h 01' 02"          |
| 2.                    | Marià Cañardo (ESP)     | + 12' 33"             |
| 3.                    | Antoine Dignef (BEL)    | + 19' 15"             |
| 4.                    | Edoardo Molinar (ITA)   | + 22' 42"             |
| 5.                    | Max Bulla (AUT)         | + 27' 56"             |
| 6.                    | Alfons Deloor (BEL)     | + 46' 32"             |
| 7.                    | Paolo Bianchi (ITA)     | + 50' 56"             |
| 8.                    | Fernand Fayolle (FRA)   | + 52' 03"             |
| 9.                    | Walter Blattmann (SUI)  | + 1h 08' 07"          |
| 10.                   | Marinus Valentijn (NED) | + 1h 08' 51"          |

### Classificació de la muntanya
|   | Ciclista              | Punts |
| - | --------------------- | ----- |
| 1 | Edoardo Molinar (ITA) | 68    |
| 2 | Luigi Barral (ITA)    | 68    |
| 3 | Leo Amberg (SUI)      | 51    |